# 多倫多舊市政廳
多倫多舊市政廳（英語：Old City Hall）位於加拿大安大略省多倫多市中心，1899年至1965年間是多倫多市政府的總部所在，也是多倫多的第三代市政廳。大樓座落皇后西街和卑街的交界處，隔著卑街與彌敦菲臘廣場和新市政廳對望。舊市政廳呈理查森羅曼式（Richardsonian Romanesque）設計，於1984年列入加拿大法定國家古蹟。
踏入於19世紀末葉，隨著多倫多市政府規模日益增長，舊有的市政廳亦不能滿足市府的需求，市府因此展開第三代市政廳的規劃程序。大樓的設計由多倫多本地建築師愛德華·詹姆斯·倫諾克斯（Edward James Lennox）花了三年時間（1886年至1888年）完成。大樓於1889年動工，1899年落成，耗資250萬加元興建，遠高於原來預算的60萬元。大樓竣工時不但是市內最大的建築，也是北美最大的市政建築。
然而，到了20世紀50年代，大樓的空間不敷應用，市府再度計劃興建新市政廳。第四代市政廳（即現市政廳）於1965年落成啓用，而舊市政廳亦隨即面臨拆卸的威脅。伊頓集團於20世紀60年代中宣佈計劃興建一組辦公大樓及商場（即現多倫多伊頓中心），早期計劃包括拆卸舊市政廳，引起民衆激烈反對，而整個計劃亦於1967年擱置。集團於1971年重提計劃，並將之修改以保留舊市政廳。大樓後改成安大略省省級法院，並維持至今。

## 外部連結

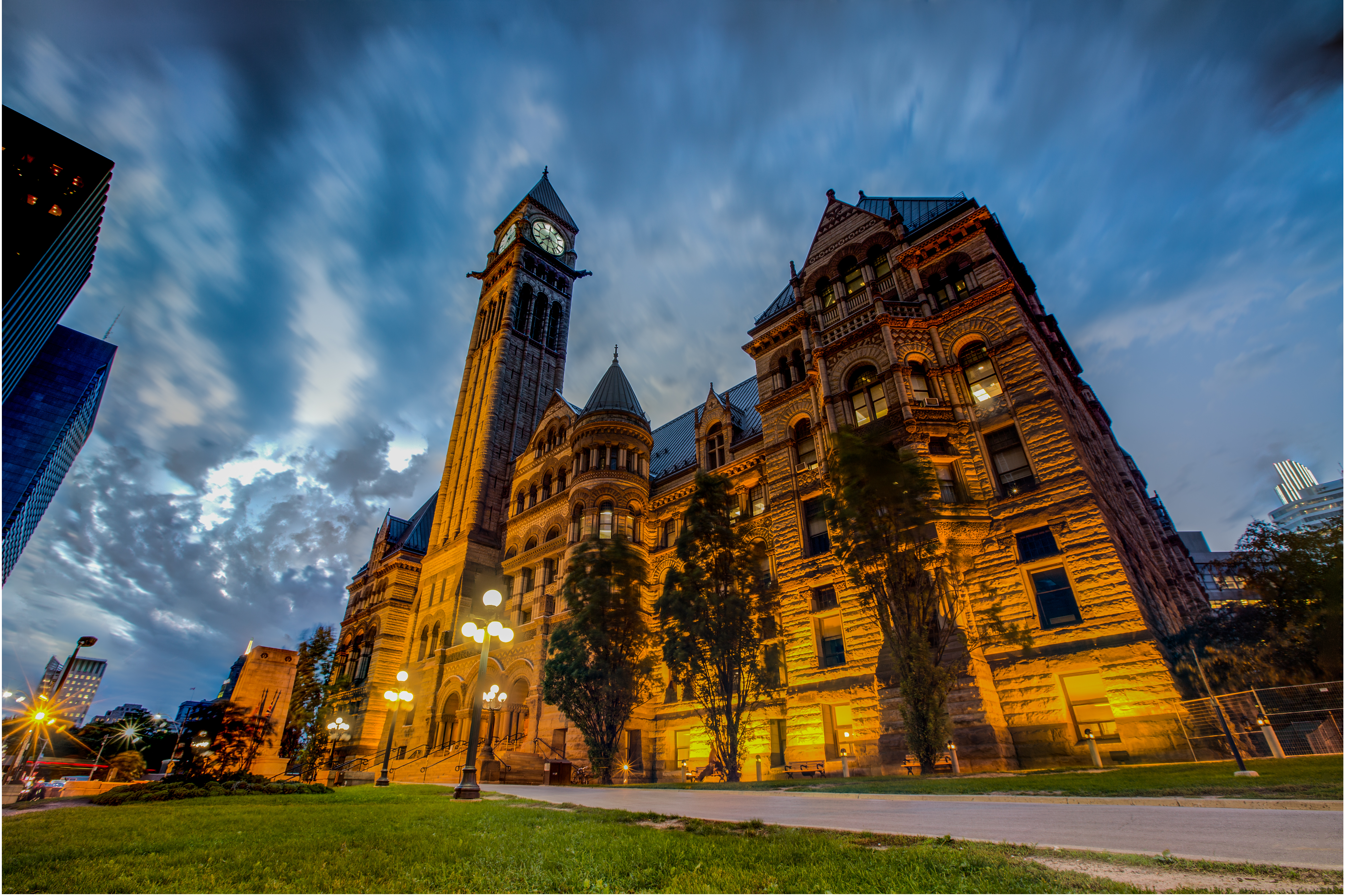
多倫多舊市政廳。

- （英文） Old City Hall tour－多倫多市政府網站 舊市政廳簡介

43°39′9″N 79°22′54″W / 43.65250°N 79.38167°W